# Return to Mysterious Island
Возвращение на таинственный остров (англ. Return to Mysterious Island) — компьютерная игра в жанре квест по мотивам романа Жюля Верна «Таинственный остров». Игра разработана компанией Kheops Studio и выпущена компанией The Adventure Company в 2004 году. В России игра издаётся компанией Руссобит-М.

## Сюжет
Через 150 лет после событий, описанных в романе Жюля Верна, отважная девушка Мина, ставшая жертвой кораблекрушения, попадает на Таинственный остров. Благодаря изобретательности Мине удаётся выжить на острове без оружия и инструментов, найти друга — обезьянку по имени Юп — и подать сигнал о помощи. И вот робинзоны поднимаются на борт прибывшего спасательного вертолёта.

## Особенности игры
В игре представлена довольно необычная система комбинирования предметов. Одну и ту же вещь можно сделать, скомбинировав разные предметы, можно разобрать для использования их в других комбинациях. За каждую удачную комбинацию игрок получает очки.

## Геймплей
Геймплей представляет собой популярный жанр — квест. Действие ведётся от первого лица, а не от третьего, как это представлено в других играх, например, «Syberia». Придётся ходить по виртуальному острову и собирать различные подручные средства для побега. К квесту прибавлены головоломки, которые появляются только к середине игры

## Отзывы
| Сводный рейтинг | Сводный рейтинг |
| Агрегатор       | Оценка          |
| --------------- | --------------- |
| GameRankings    | 77,67 %         |